# Фор, Эли
Жак Эли Фор (фр. Jacques Élie Faure; 4 апреля 1873, Сент-Фуа-ла-Гранд, Аквитания — 29 октября 1937, Париж) — французский писатель, эссеист и историк искусства. Сын Пьера Фора и Сюзанны Луизы Зелин Реклю (сестры известного историка Элизе Реклю, автора «Всеобщей географии» в 19-ти томах). Другой его родственник со стороны жены — известный этнолог Эли Реклю. Эли Фор стал медиком, но обычную терапевтическую практику сумел сочетать с изучением философии и истории искусства.

## Биография
С 1888 года учился в парижском Лицее Генриха IV по классу философии, где его педагогом был Анри Бергсон. Увлечённый живописью, он регулярно посещал Лувр. Получив степень бакалавра философии, поступил на медицинский факультет. Вместе с братом Жаном-Луи работал анестезиологом, а также в больницах для бедных и бальзамировщиком в моргах, посещал мастерские своих друзей живописцев и скульпторов. Столь эксцентричные увлечения, философия Бергсона и влияние его знаменитого дяди Элизе Реклю сблизили его с анархистами. Фор был участником социалистических кружков, выступал в защиту Дрейфуса. В 1899 году защитил докторскую диссертацию по медицине.
В 1902 году начал публиковать статьи об искусстве. Особенно его привлекало творчество Диего Веласкеса и Поля Сезанна. Художника из России Хаима Сутина он считал гением, поселил его в своём доме, покупал ему холсты и краски, посвятил ему монографию и чуть было не выдал за него свою дочь. В 1905—1909 годах Фор читал лекции по истории искусства в Народном университете «Ла Фратернель» (La Fraternelle) в 3-м округе Парижа. Во время Первой мировой войны Эли Фор был на фронте в качестве военного врача, участвовал в битве на Сомме, но в результате впечатлений от увиденного заболел неврастенией.
В 1921 году Эли Фор опубликовал сочинённую им романтическую биографию Наполеона Бонапарта. Писал статьи о кинематографе и современной философии. В 1931 году совершил поездку в США, Мексику, где познакомился с художником Диего Риверой, а также в Китай, Японию, Индию и Египет. В 1934 году открыто выступил против нацизма в Германии и диктатуры Франко в Испании. Был в Барселоне и Мадриде, стал сопредседателем «Комитета помощи испанскому народу» (Comité d’aide au peuple espagnol). Умер от сердечного приступа в Париже 29 октября 1937 года. Похоронен на семейном кладбище деревни Лоран в Сент-Антуан-де-Брю (Laurents à Saint-Antoine-de-Breuilh, Dordogne).
Эли Фор — автор необычайно популярной в своё время книги «История искусства» (в пяти томах, 1919—1921). Специальный, завершающий том имеет название «Дух форм» (1927). Эта выдающаяся книга выдержала более пятидесяти изданий на разных языках мира (1921—1930). Другая известная книга: «Современное искусство» (1923). Во Франции была учреждена особая премия для историков искусства, носящая имя Фора.
Как писателя Фора отличали необычайная эрудиция, широта исторического мышления, умение «постигать дух самых разных цивилизаций и народов». История, по определению Фора, это «последовательность драм» и «великий ритм». Фор писал о будущем великом братстве всех народов. И всё же, заметил Жермен Базен, «как бы ни стремился Фор соблюдать историческую последовательность, он в первую очередь писатель, а не историк искусства». Книги Фора сравнивают с работами Жюля Мишле, несмотря на то, что Фор выступал противником исторической концепции Мишле. Его тексты увлекают в первую очередь художественным рассказом и красочными описаниями произведений искусства. Американский писатель Уилл Дюран включил 4-х томное издания «Истории искусства» Э. Фора в свой список 100 лучших книг для образования.
Внук Эли Фора — Жан-Луи Фор (1931—?), был столь же экстравагантен, как и его знаменитый дед. Он стал скульптором дадаизма и сюрреализма.

## Основные издания Э. Фора
- 1903: Веласкес (Vélasquez).
- 1907: Формы и силы (Formes et Forces).
- 1913: Сезанн (Cézanne).
- 1914: Строители (Les Constructeurs).
- 1917: Завоевание (La Conquête).
- 1917: Святой лик (La Sainte Face).
- 1920: Танец в огне и воде (La Danse sur le Feu et l’Eau).
- 1921: Наполеон (Napoléon).
- 1919—1921: История искусства в пяти томах (Histoire de l’Art).
- 1922: Размышления о греческом гении (Reflections on the Greek Genius)
- 1927: Дух форм (L’Esprit des Formes).
- 1929: Итальянский ренессанс (The Italian Renaissance).
- 1932: Открытие архипелага (Découverte de l’Archipel).
- 1932: Другие земли в поле зрения (D’Autres Terres en Vue).
- 1936: Взгляд на землю обетованную (Regards sur la terre promise).
- 1953: Функция кино: от кинопластики до её социальной судьбы (1921—1937). С предисловием Чарльза Чаплина (Finction du cinéma: de la cinéplastique à son destin social (1921—1937).
- 1958: Размышления во след (Reflets dans le sillage).
- 2006: Катастрофические медитации (Méditations catastrophiques).

## В культуре
- В начальной сцене фильма Жана-Люка Годара «Безумный Пьеро» (Pierrot Le Fou, 1965) персонаж Жана-Поля Бельмондо сидит в ванной, читая «Историю искусства» Эли Фора своей дочери.
- В романе Генри Миллера «Тропик Козерога» (Tropic of Capricorn, 1939) герои обсуждают произведения Эли Фора.